# 克里斯特爾城 (德克薩斯州)
克里斯特爾城（英語：Crystal City）是一個位於美國德克薩斯州札瓦拉縣的城市。根據2010年美國人口普查，該地共人口7138人，而該地的面積約為9.40平方千米。同時該地也是札瓦拉縣的縣治。

## 地理
克里斯特爾城的座標為28°41′04″N 99°49′40″W / 28.68444°N 99.82778°W，而該地的平均海拔高度為170米（即558英尺）。